# 東根市農業協同組合
東根市農業協同組合（ひがしねしのうぎょうきょうどうくみあい）は、山形県東根市に本店を置く農業協同組合。愛称はJAさくらんぼひがしね。東根市の指定金融機関。

## 概要
東根市一円を管轄区域としている。2009年（平成21年）に旧東根市農業協同組合、神町農業協同組合、山形東郷農業協同組合の3JAが合併（新設合併）して発足した。全国の市町村で生産量が1位であり、日本版GI（地理的表示）にも登録されている特産の「東根さくらんぼ」を愛称に取り入れて「JAさくらんぼひがしね」と称し、ブランド化を図っているほか、ラフランス、ぶどうなど果実の生産および販売に強みを持つ。また、米どころであることから米穀の販売事業も活発である。

## 沿革
- 1989年（平成元年）4月 - 東根、大富、小田島、高崎、長瀞の5農協が合併して東根市農協が発足。
- 2001年（平成13年）4月 - 東根市農協と若木農協が合併。
- 2009年（平成21年）10月 - 東根市農協と神町農協、山形東郷農協が合併、新「東根市農協」発足。

### 主な生産品
（数量及び販売高の値は2018年度実績）
- 果実
  - さくらんぼ（佐藤錦、紅秀峰、月山錦、山形C12号ほか） - 数量 1,388t(前年⽐ 90.1％) 販売⾼ 25 億 3,794 万円(前年⽐ 102.7％[1])
  - もも（川中島白桃、あかつきほか）
  - りんご（サンふじ、つがるほか）
  - ぶどう（デラウェア、シャインマスカットほか）
  - 西洋梨（ラ・フランス、バートレット、ゼネラルレクラーク、ル レクチエほか）
- 野菜
  - 枝豆（晩生種「秘伝」ほか）
- 花き
  - 啓翁桜 - 全国一の出荷量[2][3]
- 米（はえぬき、つや姫、雪若丸ほか）
- 畜産
  - 牛肉

## 事業所

### 本支店・出張所
括弧内は金融機関支店コード
- 本店(001) - 東根市新田町2丁目1-10
- 東部支店(002) - 本店に同じ（旧東根支所）
- 大富支所(003) - 東根市大字羽入1793
- 西部支店(004) - 東根市大字郡山423-8（旧小田島支所）
- 高崎支所（信用窓口なし[注 1][1]） - 東根市大字関山15-1
- 長瀞支所(006) - 東根市大字長瀞1254
- 若木支所(信用窓口なし[注 1]）- 東根市若木通り1丁目69
- 神町支所(009) - 東根市神町中央1丁目8-1
- 東郷支所(010) - 東根市大字野川1325
- 東根市役所出張所(007) - 東根市中央1丁目1ｰ1（旧市役所出張所）

### 店舗外ATM
出典:
以下の3か所にATMを設置している。
- ヨークベニマル東根店（きらやか銀行と共同設置）
- 北村山公立病院
- イオン東根店（山形銀行と共同設置）

### 直売所
- よってけポポラ - 東根市中央東3丁目7番16号

ファーマーズマーケットである「よってけポポラ」（ポポラ・マルケット）を開設している。「よってけ」は山形県の方言で「来て下さい」、「ポポラ」はイタリア語で「みんなの集まる広場」の意味という。